# Austrálie na Zimních olympijských hrách 2002
Austrálii na Zimních olympijských hrách v roce 2002 reprezentovala výprava 25 sportovců (13 mužů a 12 žen) v 5 sportech.

## Medailisté
| Medaile | Jméno            | Sport                | Soutěž                 |
| ------- | ---------------- | -------------------- | ---------------------- |
| Zlato   | Alisa Camplinová | Akrobatické lyžování | Ženy akrobatické skoky |
| Zlato   | Steven Bradbury  | Short track          | Muži 1 000 m           |